# Sinergética (Fuller)
Sinergética es la investigación empírica de sistemas en la transformación, con un énfasis en el comportamiento del sistema total no predictor por el comportamiento de cualquier componente aislado, incluso el papel de la humanidad tanto de participante como de observador.
Ya que los sistemas son identificables en cada escala del nivel cuántico al cósmico, y la humanidad tanto articula el comportamiento de estos sistemas como se forma de estos sistemas, la sinergética es una muy amplia disciplina y abraza una amplia variedad de estudios científicos y filosóficos incluso tetraédrica y geometrías "esfera cerca embalada", termodinámica, química, psicología, bioquímica, economía, filosofía y teología. A pesar de unos endosos dominantes como artículos de Arthur Loeb y el nombramiento de una molécula "buckminsterfullereno", la sinergética permanece un sujeto iconoclasta ignorado por la mayoría de los planes de estudios tradicionales y facultades académicas.
Buckminster Fuller (1895-1983) acuñó el término e intentó definir su alcance con sus dos trabajos del volumen sinergético. Su obra inspiró a muchos investigadores a abordar ramas de la sinergética, entre ellos tres ejemplos: Haken exploró estructuras de autoorganización de sistemas abiertos lejanos del equilibrio termodinámico, Amy Edmondson exploró tetraédrico y geometría icosaédrica, y Stafford Beer abordó geodésicas en el contexto de la dinámica social. Muchos otros investigadores trabajan duro hoy en aspectos de sinergética, aunque muchos deliberadamente distancia ellos mismos de la amplia definición de todo-abarcadura de Fuller, considerando su tentativa problemática de diferenciar y relacionar todos los aspectos de la realidad incluso el ideal y el físicamente realizado, el contenedor y el contenido, el que y muchos, el observador y el observado, el microcosmo humano y el macrocosmo universal.

## Definición
"Sinergética" es definido por R. Buckminster Fuller (1895-1983) en sus dos libros Synergetics: Exploraciones en la Geometría de Pensamiento y Synergetics 2: Exploraciones en la Geometría de Pensamiento como:
Un sistema de medición de empleo de coordinación vectorial de 60 grados completa tanto a física como a química, y tanto a aritmética como geometría, en números enteros racionales. La sinergética explica mucho que no se ha iluminado antes.. . Synergetics sigue la lógica cósmica de las estrategias de matemáticas estructurales de la naturaleza, que emplean los juegos emparejados de los seis niveles angulares de libertad, frecuencias, y acciones vectorialmente económicas y sus opciones de acción multialternativas, equi-económicas.. . La sinergética revela la torpeza insoportable que caracteriza el tratamiento matemático actual de las interrelaciones de las disciplinas científicas independientes como al principio ocasionado por su mutuo y el separado carece de la conciencia de la existencia de un sistema completo, racional, coordinador inherente en la naturaleza.
Otros pasos en la sinergética que perfilan el sujeto son su introducción (El Wellspring of reality) y la sección en la Coordinación de la Naturaleza (410. 01). El capítulo sobre Matemáticas Operacionales (801. 00-842. 07) proporciona es muy fácil de seguir, fácil de construir la introducción a algunas técnicas de modelado geométricas de Fuller. Por tanto este capítulo puede ayudar a un nuevo lector a hacerse familiar con enfoque de Fuller, estilo y geometría. Una de las exposiciones más claras de Fuller en "la geometría de pensamiento" ocurre en el dos ensayo de la parte "Omnidireccional Halo" que no aparece en su libro más Dios de Segunda mano.
Amy Edmondson describe la sinergética "en los plazos más anchos, cuando el estudio de complejidad espacial, y cuando tal es un inherte disciplina comprensible."  En su PhD estudio, Cheryl Clark sintetiza el alcance de la sinergética como "el estudio de cómo trabaja la naturaleza, de los patrones inherentes en naturaleza, la geometría de fuerzas medioambientales que impacto encima humanidad."
Aquí es una lista abreviada de algunos de los descubrimientos reclamaciones de Fuller para la sinergética otra vez citando directamente:
- El racional volumétrico cuantitativo o constante proporcionalmente del octaedro, el cubo, el rómbico triacontaédrico, y el dodecaedro rómbico cuándo hace referencia al tetraedro como unidad volumétrica.
- La identificación trigonométrica del grande-círculo de trayectoria de las siete hachas de simetría con el 120 desequilibrio básico #LCD triángulos del icosaedro esférico. (Ve Sec. 1043.00.)
- La identificación racional de número con la jerarquía de todas las geometrías.
- El Un y B Quanta Módulos.
- La jerarquía volumétrica de Platónico y otro simétrico geométrico se basó en el tetraedro y el Un y B Quanta Módulos cuando la unidad de medida de las coordenadas.
- La identificación del núcleo con el equilibrio de vector.
- Omniracionalización: La identificación de triángulo y tetraédro con segundo- y tercer-aumento de factores.
- Omni-Coordinación de 60 grados versus coordinación de 90 grados.
- La integración de geometría y filosofía en un sistema conceptual solo que proporciona una lengua común y contabilidad para ambos el físico y metafísico.[5]

## Importancia
Varios autores han intentado caracterizar la importancia de la sinergética. Amy Edmonson afirma que "Experiencia sinergética anima una manera nueva de acercarse y solucionando problemas. Su énfasis en fenómenos visuales y espaciales combinó aproximación de holísticos de Fuller, la clase de lateral pensando qué tan a menudo dirige a creativo romper pensamientos". Cheryl Clark señala fuera que "En sus miles de conferencias, Fuller insto en sus audiencias para estudiar sinergética, refrán ' Estoy seguro de que la supervivencia de la humanidad depende de toda nuestra voluntad de comprender con sentimiento la forma en la que la naturaleza trabaja. '"

## Contabilidad tetraédrica
Un jefe de sello de este sistema de medición fue su unidad de volumen: un tetraedro definido por cuatro esferas unidad radio cercano envasados. Este tetraedro anclado un conjunto de dispuestas concéntricamente poliedros proporcionada de manera canónica e inter-conectados por una torsión-contratación, dinámico llamado la transformación interior-salida Jitterbug.
| Forma                  | Volumen | Propiedades                           |
| ---------------------- | ------- | ------------------------------------- |
| Un,B,T módulos         | 1/24    | Tetraédrico                           |
| MITE                   | 1/8     | Espacial-relleno, 2Cuando, 1B         |
| Tetraedro              | 1       | self Dual                             |
| Acoplador              | 1       | Relleno espacial                      |
| Cuboctahedron          | 2.5     | cb.h = 1/2, cb.v = 1/8 de 20          |
| Duo-Tet Cubo           | 3       | 24 MITEs                              |
| Octaedro               | 4       | Dual de cubo                          |
| Rómbico Triacontahedro | 5       | Radio rt.h < 1, rt.v = 2/3 de 7.5     |
| Dodecaedro rómbico     | 6       | Espacial-relleno, dual a cuboctahedro |
| Rómbico Triacontahedro | 7.5     | rt.h = phi/sqrt(2)                    |
| Icosaedro              | ~18.51  | Bordes los bordes de 1 = tetraedro    |
| Cuboctahedro           | 20      | Bordes 1, cb.h = 1                    |
| 2F Cubo                | 24      | 2-frecuencia, 8 x 3 volumen           |

| Forma                  | Volumen | Un  | B   | T   |
| ---------------------- | ------- | --- | --- | --- |
| Un módulo              | 1/24    | 1   | 0   | 0   |
| B Módulo               | 1/24    | 0   | 1   | 0   |
| T Módulo               | 1/24    | 0   | 0   | 1   |
| MITE                   | 1/8     | 2   | 1   | 0   |
| Tetraedro              | 1       | 24  | 0   | 0   |
| Acoplador              | 1       | 16  | 8   | 0   |
| Duo-Tet Cubo           | 3       | 48  | 24  | 0   |
| Octaedro               | 4       | 48  | 48  | 0   |
| Rómbico Triacontahedro | 5       | 0   | 0   | 120 |
| Dodecaedro rómbico     | 6       | 96  | 48  | 0   |
| Cuboctahedro           | 20      | 336 | 144 | 0   |
| 2F Cubo                | 24      | 384 | 192 | 0   |

En correspondencia con el uso de Fuller de un tetraedro regular como su unidad de volumen fue su sustitución el cubo como su modelo de tercera alimentación. (Fig. 990.01) El tamaño relativo de una forma fue indexada por su "frecuencia", un término que deliberadamente eligió para su resonancia con significados científicos. "Tamaño y el tiempo son sinónimos. Frecuencia y el tamaño son el mismo fenómeno." (528.00) Formas no tener cualquier tamaño, ya puramente conceptual en el sentido platónico, eran "prefrequency" o "subfrequency" en contraste.

Principal significa, intemporal, subfrequencia. Premio es prejerárquico. Principal es la prefrecuencia. Principal se generaliza, una experiencia de la conceptualización metafísica, no un caso especial.. .. (1071. 10)

Generalizó principios (leyes científicas), a pesar de que comunicó energéticamente,  no inhere en los "episodios de caso" especiales, estuvo considerado "metafísico" en aquel sentido.

Un acontecimiento de energía es siempre caso especial. Siempre que hemos experimentado energía,  tenemos caso especial. La primera definición del físico es que es una experiencia que es extracorpórea, de forma remota, instrumentalmente aprehensible. El metafísico incluye todas las experiencias que está excluido por la definición de físico. Metafísico es principio generalizado siempre.(1075.11)

La medición del tetraédrico también implicó sustituir lo que Fuller llamaba la "matriz de vector isótropa" (IVM) para el estándar XYZ sistema de coordenada, cuando su como su principal escenario conceptual para la fisicalidad caso especial:

La sinergética sistema de coordenadas - a diferencia del sistema de coordenadas XYZ - está linealmente referido a los bordes unidad-vector-longitud del tetraedro regular, cada uno de cuyos seis bordes unidad vector ocurre en la matriz de vectores isótropos como las diagonales del cubo de seis caras. (986.203)

El IVM scaffolding o el marco esquelético estuvo definido por cúbico más cercano empaquetó esferas (CCP), alternativamente sabidos como el FCC o cara-enrejado cúbico centrado, o cuando el octeto truss en arquitectura (en qué Fuller aguantó una patente). El que llena espacial complementario tetrahedra y octahedra caracterizando esta matriz tuvo prefrequency volúmenes 1 y 4 respectivamente (ve encima).

Una tercera consecuencia de cambiar la medición del tetraédrico era lo que Fuller revisión del concepto "de dimensión" estándar. Mientras que "altura, el ancho y la profundidad" han sido promulgadas cuando tres dimensiones distintas dentro del contexto euclidiano, cada cual con su independencia propia, Fuller consideraba al tetraedro un punto de partida mínimo para cognición espacial. Su uso de "4D" fue en muchos pasajes cercanos al sinónimo del sentido corriente de "3D", con las dimensiones de lo físico (tiempo, masa) consideró dimensiones adicionales.

Los geómetras y "educados", gente que habla de la longitud, amplitud y altura que constituye una jerarquía de tres estados dimensionales independientes - "unidimensional", "dos dimensiones", y "tridimensional" - que puede ser unidos como bloques de construcción. Pero longitud, amplitud y altura simplemente no existen, independientemente entre sí, ni con independencia de las características inherentes de todos los sistemas y de la compleja inherente todos los sistemas 'de interrelaciones con Escenario Universo .... Toda consideración conceptual es inherentemente de cuatro dimensiones. Así, la primitiva es, a priori, de cuatro dimensiones, siempre sobre la base de los cuatro planos de referencia del tetraedro. Nunca puede haber menos de cuatro dimensiones primitivas. Cualquiera de las estrellas o de punto a poder "puntos" es un sistema de ultratunable, sintonizable o infratunable pero sí de cuatro dimensiones. (527.702, 527.712)

La sinergética no pretende sustituir o invalidar la preexistente geometría o las matemáticas, fue diseñado para hacerse un espacio de nombres y servir como un lenguaje de cola que proporciona una nueva fuente de ideas.

## Empezando con Universo
Las exploraciones geométricas de Fuller presentaron una base experimental para diseñar y perfeccionar una lengua filosófica. Su preocupación primordial era la relación co-productiva entre la tracción y las tendencias de compresión dentro de un universo eternamente regenerativo. "Universo" es un nombre propio que define en términos de "escenarios que se superponen parcialmente", evitando cualquier imagen estática o el modelo del mismo. Su universo era "conceptualmente no simultáneo":

Debido a la fundamental y no simultanéa de la estructuración universal, un modelo estático, simultáneo del Universo es inherentemente un tanto inexistente y conceptualmente imposible, así como innecesario. Ergo, el Universo no tiene una forma. No pierda su tiempo, ya que el hombre ha estado haciendo durante años, tratando de pensar en una forma de unidad de "fuera de la cual debe haber algo", o "dentro de la cual, en el centro, tiene que haber un algo más pequeño." (307.04)

U= MP Describió una primera división de Universo a aspectos metafísicos y físicos, los anteriores asociados con invisibilidad cohesiva tensión, el último con energía acontecimientos, ambos associados cuando asunto y disociativo como la radiación. (162.00)
La sinergética también distinguió entre gravitacional y relaciones precesionales entre cuerpos emotivos, el últimos refiriendo a la mayoría vasta de relaciones cósmicas, los cuales son no-180-grado y no implica los cuerpos que "caen de" uno a otro (130.00 533.01, 1009.21). "La precesión" es un anunciado plazo en el vocabulario de la sinergética, relacionando al comportamiento de giroscopios, pero también a lado-efectos. (326.13, 1009.92)

## Geometría intuitiva
Fuller tomó una aproximación intuitiva a sus estudios, a menudo yendo a detalle empírico exhaustivo mientras al mismo tiempo buscando para lanzar sus hallazgos en su la mayoría de contexto filosófico general.
Por ejemplo, su esfera que empaqueta los estudios le dirigieron para generalizar una fórmula para números poliédricos: 2 P F2 + 2, donde F posiciones para "frecuencia" (el número de intervalos entre pelotas a lo largo de un borde) y P para un producto de albores de orden bajo (un poco entero). Entonces relacione el "multiplicativo 2" y "aditivo 2" en esta fórmula al convexo versus aspectos cóncavos de formas, y a su polares spinnability respectivamente.
Estos mismos polihédros, desarrollados a través de la esfera que empaqueta y relacionado con la medición del tetraédrico, él entonces girado alrededor de sus varios polos para formar redes de círculo grande y azulejos triangulares correspondientes en la superficie de una esfera. Él exhaustivo catalogado central y ángulos de superficie de estos triángulos esféricos y sus factores de acorde relacionados.
Fuller era continuamente el veía las maneras de conectar los puntos, a menudo puramente especulativa. Cuando un ejemplo de "el punto que conecta"  busque para relacionar el 120 desequilibrio básico LCD triángulos del icosaedro esférico a la red de avión de su módulo.(915.11Higo. 913.01, Mesa 905.65)
La transformación Jitterbug proporciona una dinámica unificadora en este trabajo, con mucha importancia otorgada a la duplicación y la cuadruplicación de los bordes que se produjo, cuando un cuboctaedro se derrumbó a través icosaédrica, octaédrica y etapas tetraédricos, entonces marginado dentro y re-expandió de manera complementaria. El JT formó un puente entre 3,4 veces formas con simetría de rotación, y la familia 5 veces, tal como un triacontaedro rómbica, que más tarde se analizó en términos del módulo de T, otra cuña tetraédrica con el mismo volumen que A y su módulos B.
Se modeló la transferencia de energía entre los sistemas por medio del octaedro de doble filo y su capacidad de convertirse en una espiral (tetrahelix). Energía perdió a un sistema siempre reaparece en otro lugar en su universo. Él modeló un umbral entre patrones asociativos y energía disociativa con su transformación T-a-E módulo ("E" de "Einstein"). (Fig 986.411A)
"La sinergética" es en cierto modo una biblioteca de potenciales "historietas de ciencia" (escenarios) se describe en prosa y que no dependen en gran medida de notaciones matemáticas. Su desmitificación de la conducta de un giroscopio en términos de un lanzador de martillo, cerbatana, y la manguera de jardín, es un buen ejemplo de su compromiso con el uso de metáforas accesibles. (Fig. 826.02A)
Su disección modular de un tetraedro que llena el espacio o MITE (tetraedro mínimo) a 2 A y 1 módulo B sirvió de base para más especulaciones sobre la energía, siendo el primero más conservadores de energía, esta última más disipativo en su análisis. (986.422921. 20, 921.30). Su enfoque era una reminiscencia de posteriores estudios autómata celular en que los módulos tessellating afectaría a sus vecinos durante intervalos de tiempo sucesivos.

## Comentario social
La sinergética informó análisis social de Fuller de la condición humana. Identificó "efemeralización", como la tendencia a lograr más con menos recursos físicos, como resultado de la comprensión de tales "principios generales" aumentando como E = mc2.
Él seguía preocupando que los reflejos condicionados de la humanidad no mantenían el ritmo de su potencial de la ingeniería, con énfasis en la naturaleza "touch and go" de nuestra situación actual.
Fuller espera que los efectos de racionalización de un enfoque más basado en 60 grados-dentro de la filosofía natural ayuden a cerrar la brecha entre el CP "Dos culturas" de la nieve y el resultado en un mayor nivel de alfabetización científica en la población general. (935.24)

## Aceptación académica
Fuller esperaba ganar tracción por sus ideas y nomenclatura dedicando Synergetics de HSM Coxeter (con permiso) y citando la página 71 de politopos regulares de este último para sugerir donde sus módulos A y B (representadas arriba) podrían entrar en la literatura (ver Fig. 950.12). Dr. Arthur Loeb siempre un prólogo y un apéndice de Synergetics discutiendo su superposición con la cristalografía, la química y la virología.

## Errata
Un error importante, atrapado por el propio Fuller, implicó una mala aplicación de su constante Synergetics en Synergetics 1, que condujo a la creencia errónea de que había descubierto un radio de 1 esfera de 5 tetravolumes. Él proporcionó una corrección en Synergetics 2 en la forma de su T & E hilo módulo. (986,206-986,212)

## Aproximadamente sinergia
Sinergética se refiere a la sinergia: o bien el concepto de la salida [desambiguación necesitó] de un sistema no previsto por la simple suma de la salida de cada parte del sistema, o simplemente - menos utilizado - otro término para la entropía negativa - negatoentropía.